# کلیسای جامع زالتسبورگ
کلیسای جامع زالتسبورگ یک کلیسای جامع کاتولیک واقع در زالتسبورگ، اتریش می‌باشد. ساخت و ساز این ساختمان ۱۶۲۸ به پایان رسید. معمار این بنا سانتینو سولاری است که این بنا را به سبک معماری باروک طراحی کرده‌است.

## نگارخانه

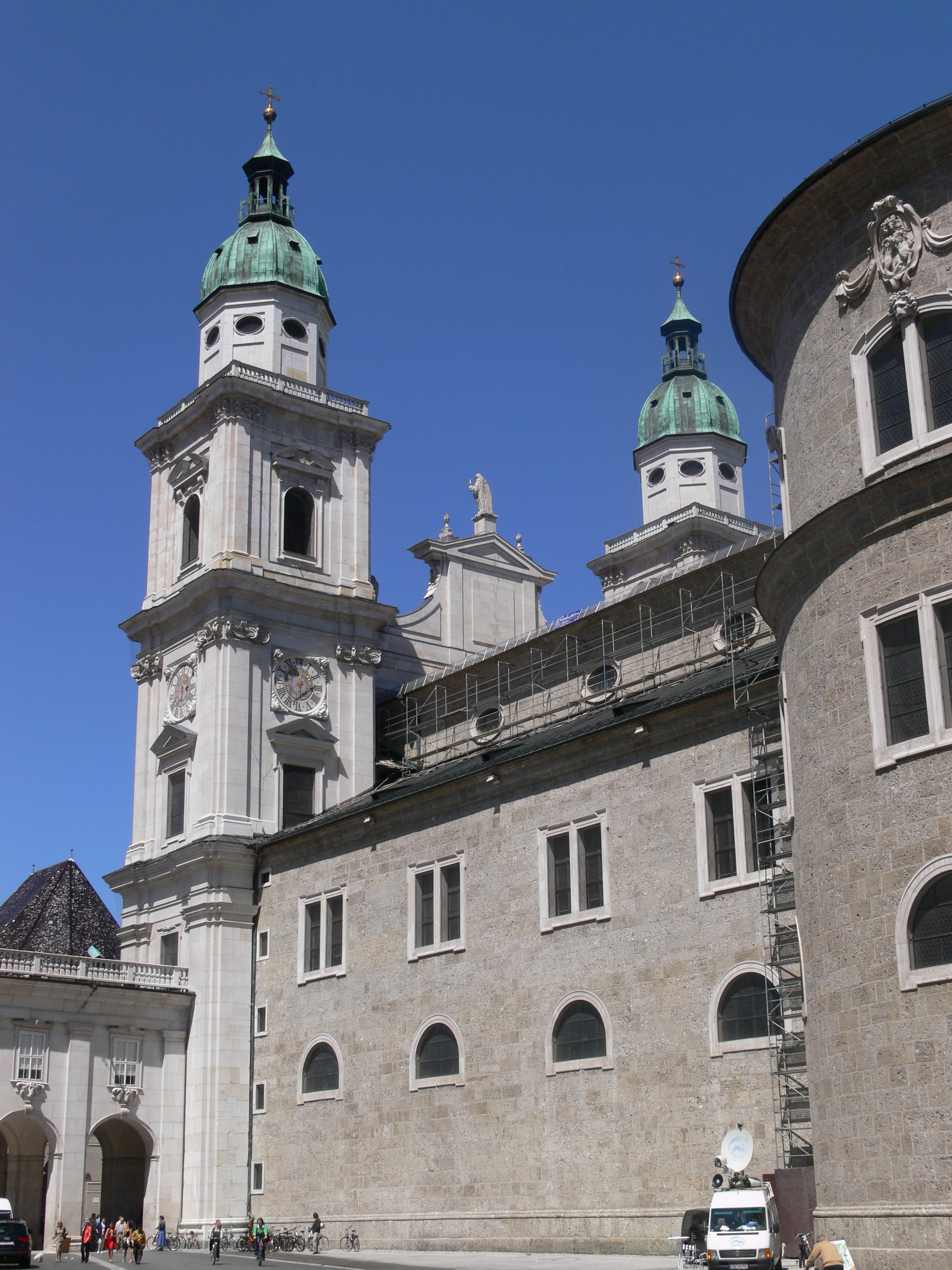
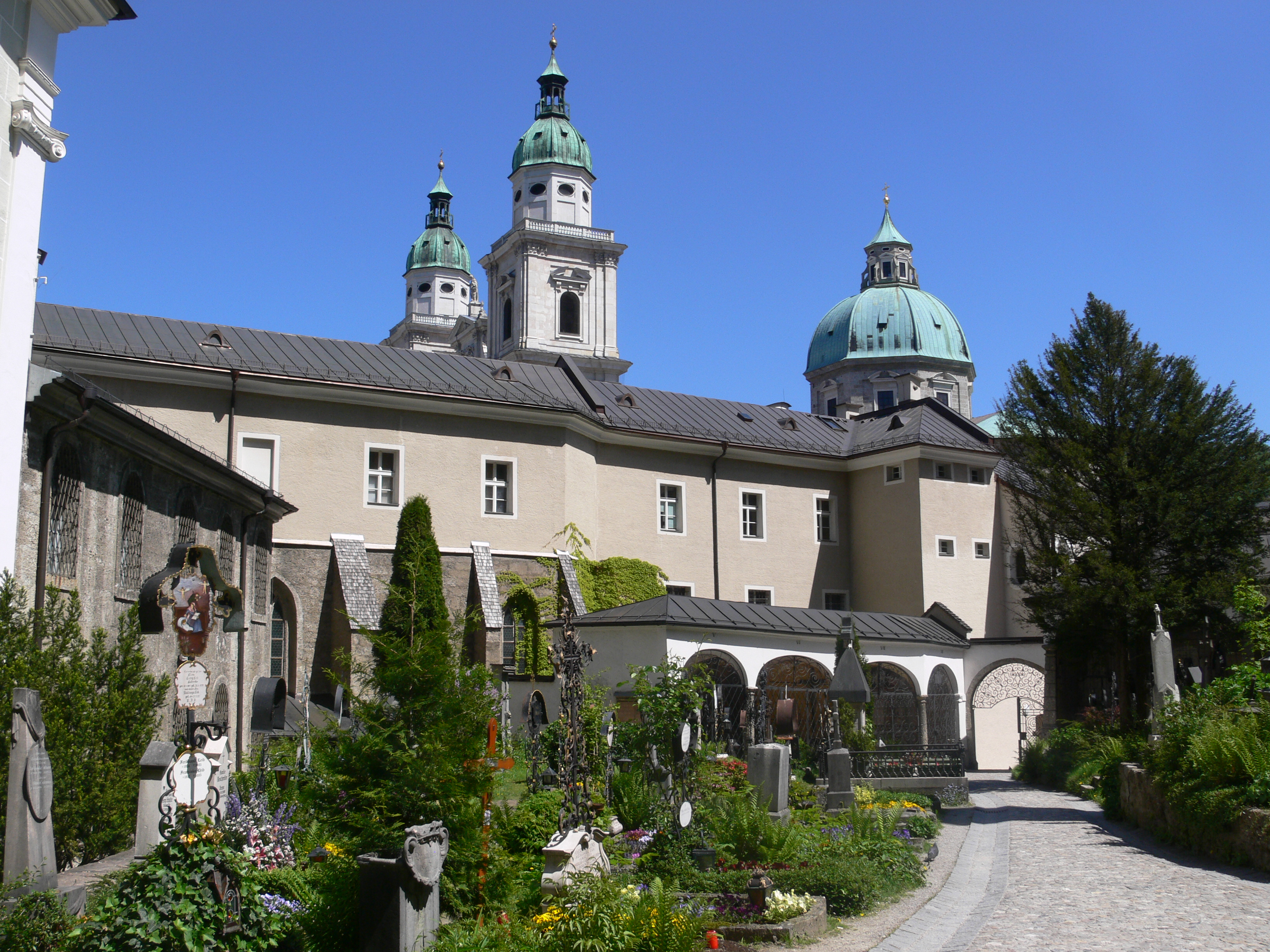
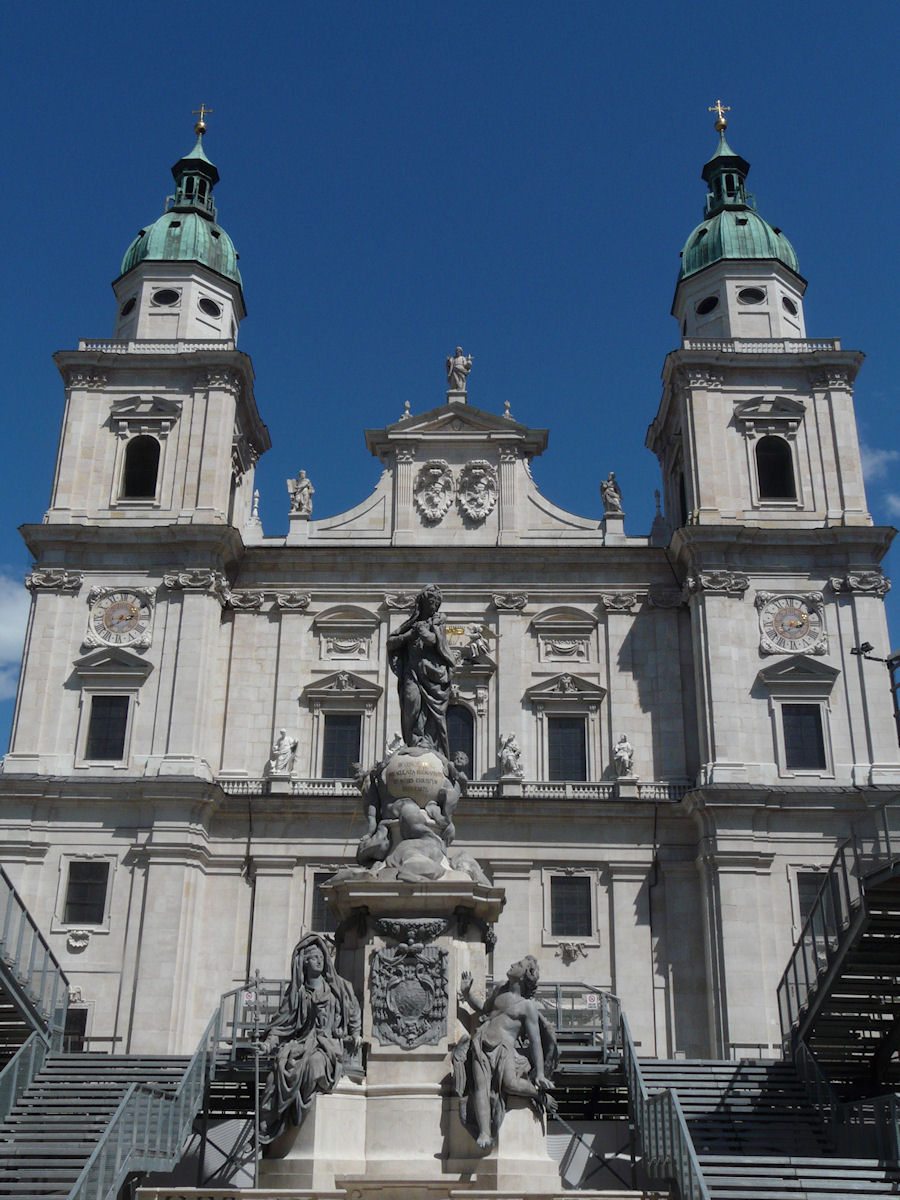
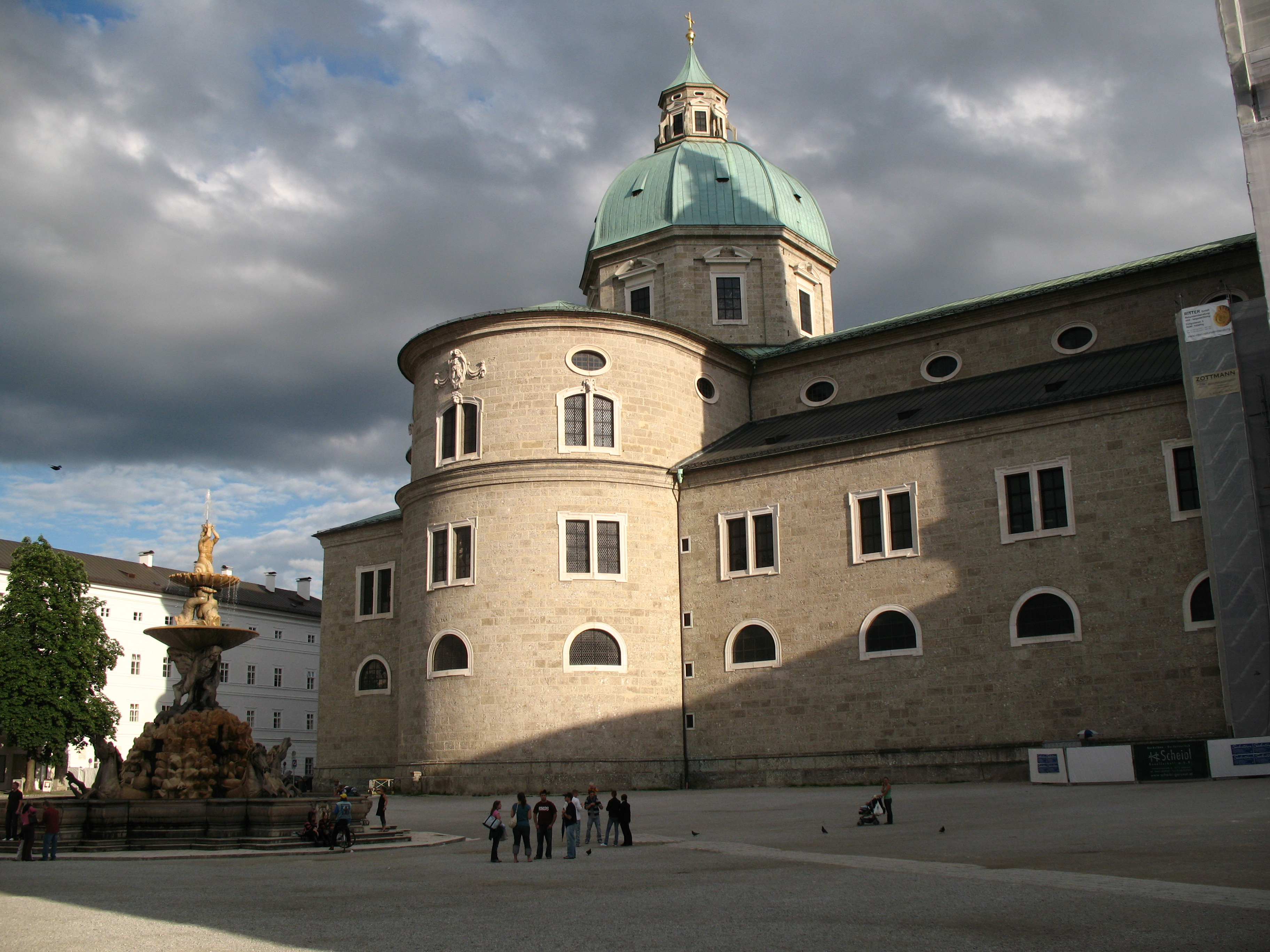
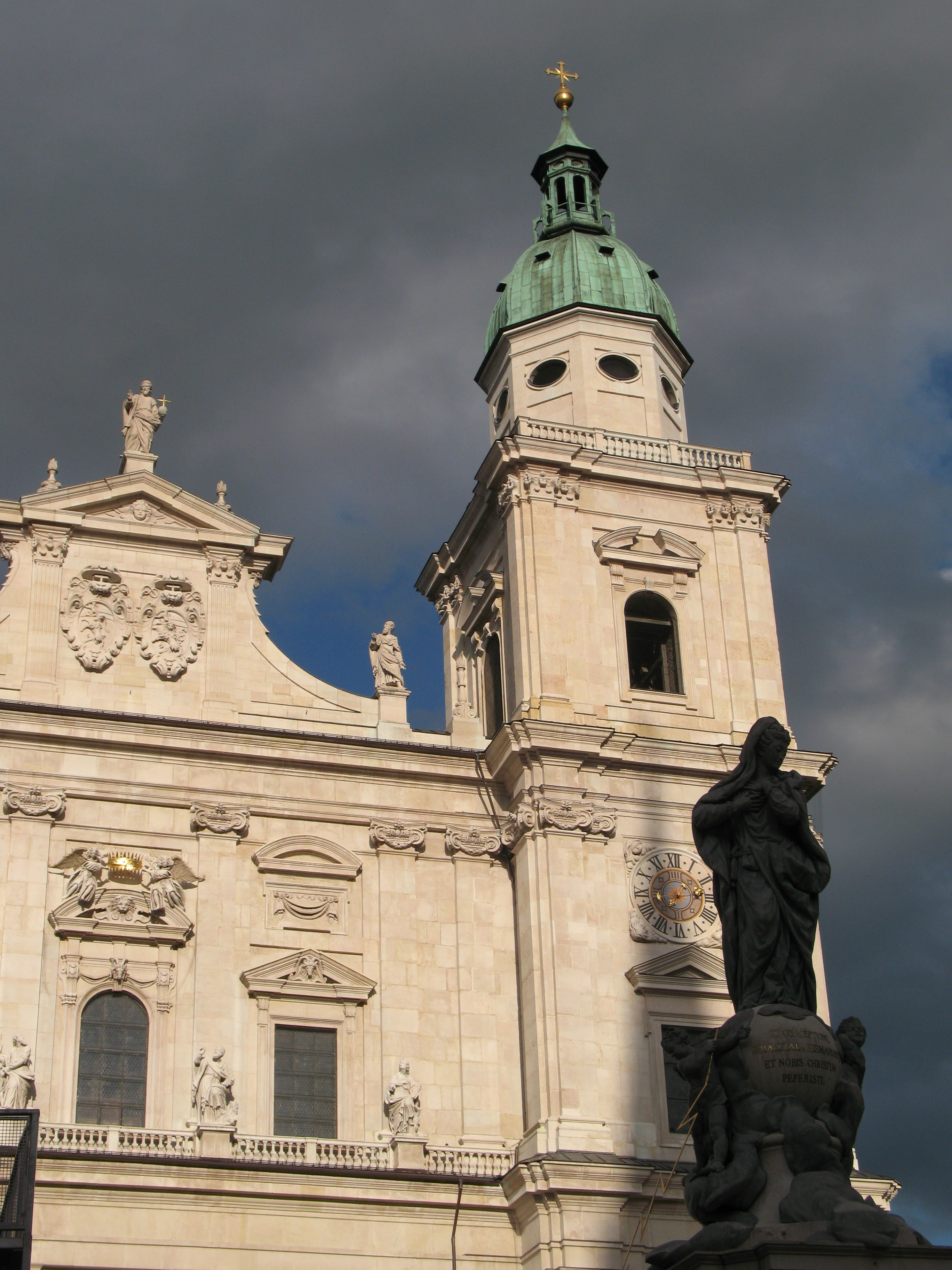
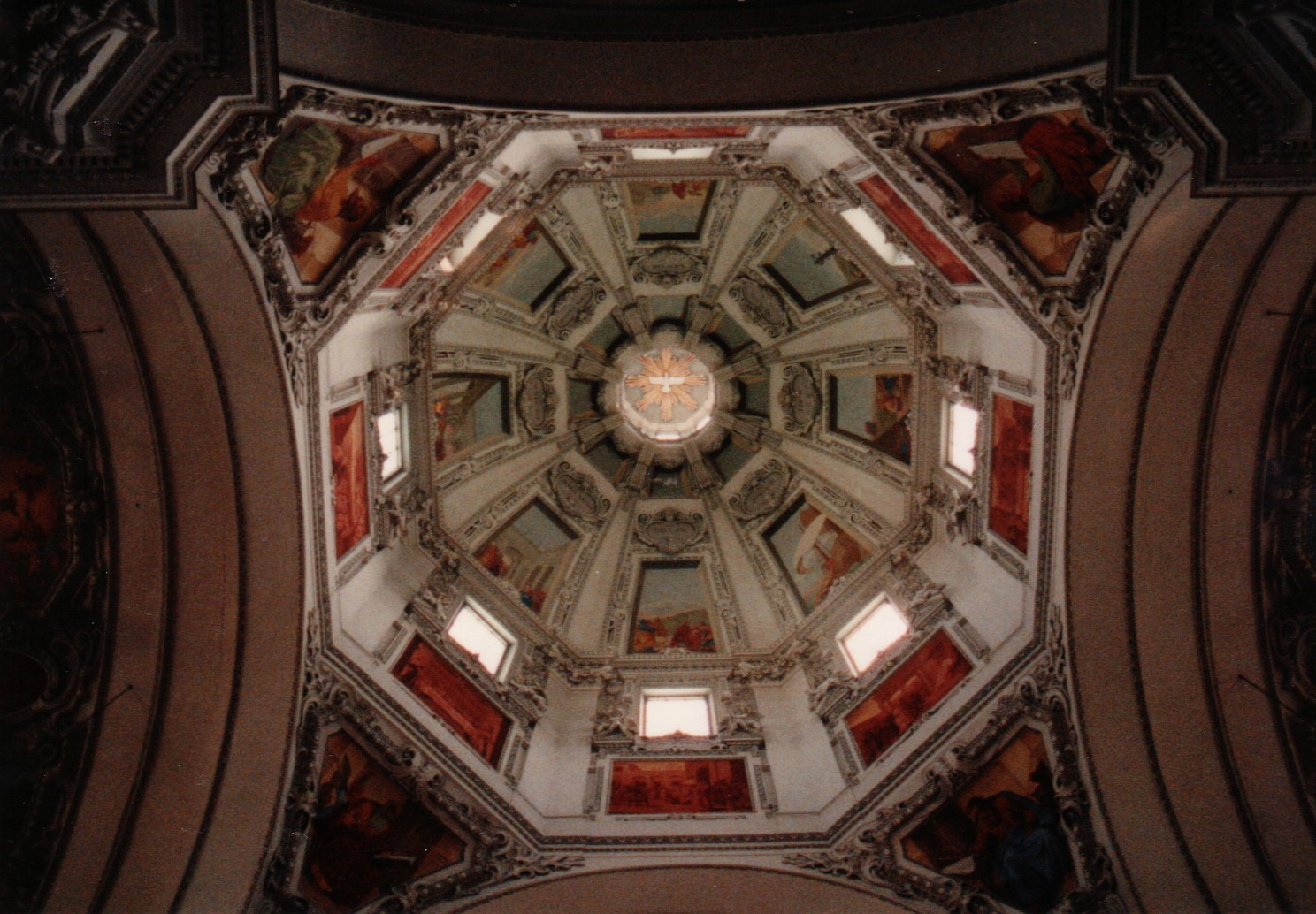
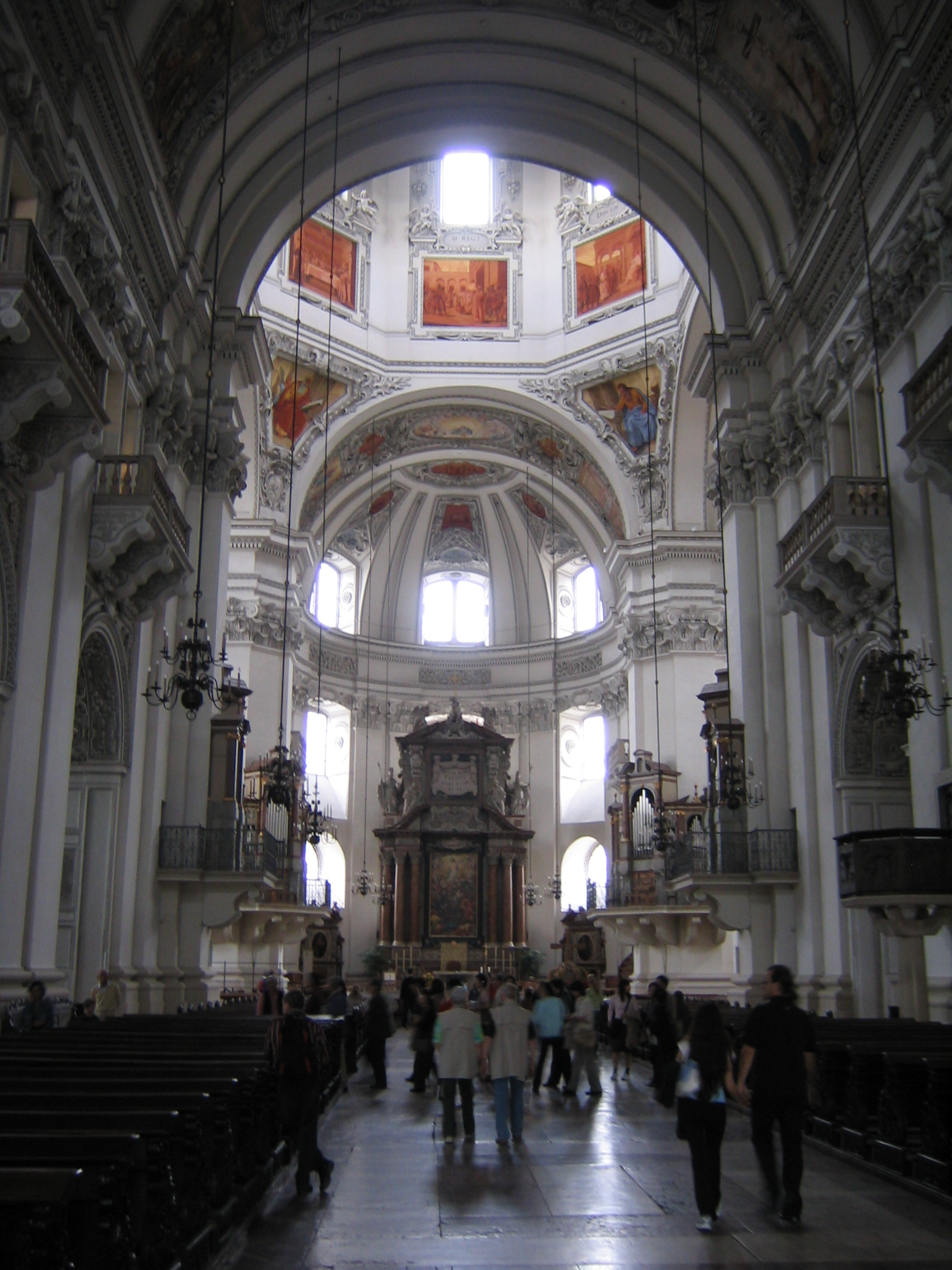
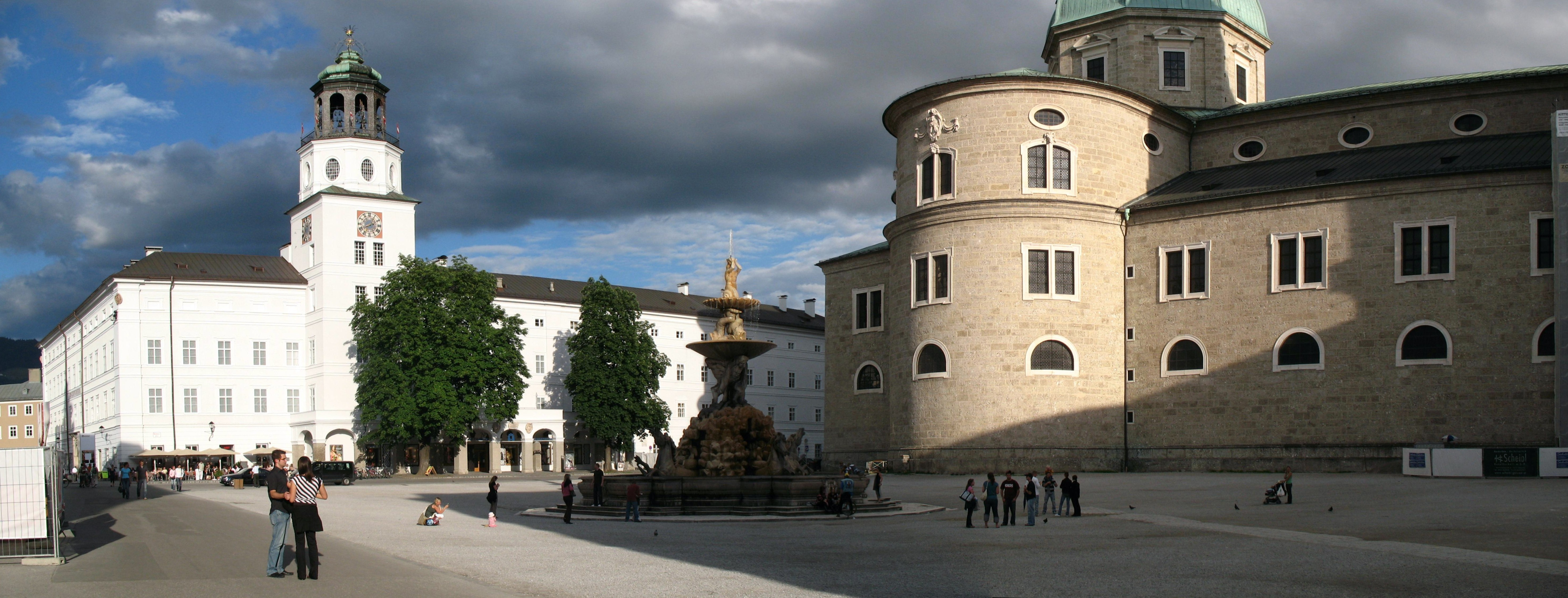
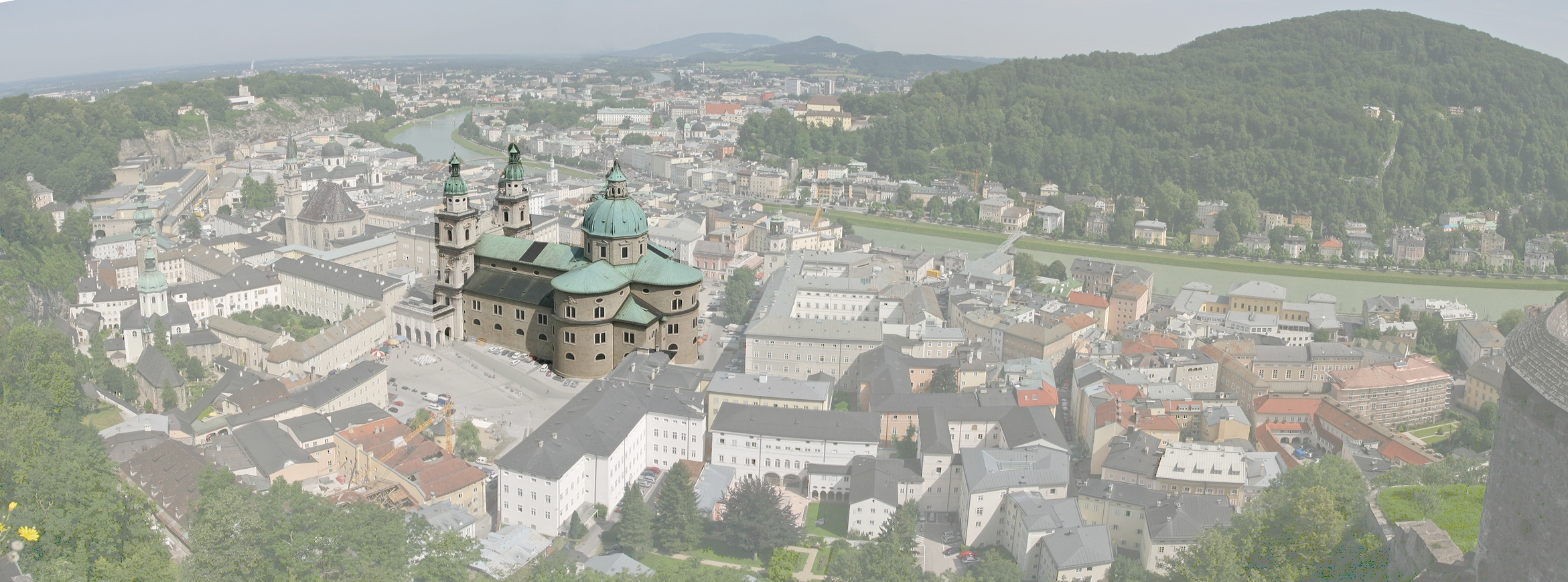